# District d'Urfahr-Umgebung
Le district d'Urfahr-Umgebung est une subdivision territoriale du Land de Haute-Autriche en Autriche.

## Géographie

### Lieux administratifs voisins
|  |  |  |
|  |  |  |
|  |  |  |

## Communes
Le district d'Urfahr-Umgebung est subdivisé en 27 communes :
- Alberndorf in der Riedmark
- Altenberg bei Linz
- Bad Leonfelden
- Eidenberg
- Engerwitzdorf
- Feldkirchen an der Donau
- Gallneukirchen
- Goldwörth
- Gramastetten
- Haibach im Mühlkreis
- Hellmonsödt
- Herzogsdorf
- Kirchschlag bei Linz
- Lichtenberg
- Oberneukirchen
- Ottenschlag im Mühlkreis
- Ottensheim
- Puchenau
- Reichenau im Mühlkreis
- Reichenthal
- Schenkenfelden
- Sonnberg im Mühlkreis
- Sankt Gotthard im Mühlkreis
- Steyregg
- Vorderweissenbach
- Walding
- Zwettl an der Rodl